# Kematen in Tirol
Kematen in Tirol är en ort och kommun i distriktet Innsbruck-Land i förbundslandet Tyrolen i Österrike. Den ligger 12 km väster om Tyrolens huvudstad Innsbruck. Floderna Melach och Inn går samman här. Kommunen har 3 304 invånare (2024) och består av två orter (Ortschaften) (inom parentes invånarantal 1 januari 2024):
- Afling (76)
- Kematen in Tirol (3 228)